# François Sylla
François Sylla (ur. 9 kwietnia 1972 w Siboty) – gwinejski duchowny katolicki, arcybiskup koadiutor Konakry od 2024.

## Życiorys

### Prezbiterat
Święcenia kapłańskie przyjął 21 listopada 2004 i został prezbiterem archidiecezji Konakry. Po kilkuletnim stażu wikariuszowskim przy parafii katedralnej odbył studia w Lugano i w Rzymie. W 2013 objął funkcję kanclerza kurii, a w 2015 wikariusza sądowego. W 2017 został prefektem studiów w seminarium w Kendoumayah, zaś trzy lata później objął urząd jego rektora.

### Episkopat
11 maja 2024 papież Franciszek mianował go arcybiskupem koadiutorem Konakry ze specjalnymi uprawnieniami.
9 czerwca 2024 otrzymał święcenia biskupie w Katedrze NMP w Konakry. Udzielił mu ich arcybiskup Jean-Sylvain Emien Mambé